# Et radsel van den Ainhoorn
Et radsel van den Ainhoorn is een bijzonder stripverhaal uit 2009, dat past binnen de stripreeks De avonturen van Kuifje. Het album vertelt het verhaal van Het geheim van de eenhoorn in het Oostends dialect. Naar aanleiding van deze uitgave werd De avonturen van Kuifje omgevormd tot D’aveteurn van Kuiftsje.

## Situering van het album
Samen met De sjhat van sjhetterrooje Rackham is Et radsel van den Ainhoorn de opvolger van Et doenker ejland. Dat album uit 2007 was het eerste Kuifje-album dat werd uitgegeven in het Oostends dialect.

## Bijzondere gegevens
Et radsel van den Ainhoorn kreeg een dezelfde afbeelding op de kaft als de reguliere Het geheim van de Eenhoorn. Dit gebeurde in tegenstelling tot Et doenker ejland, dat wel een andere afbeelding kreeg. Bovendien bracht men een rood-witte stikker aan op de kaft met het opschrift In ’t Oostends. Het album werd uitgegeven in hardcover. In het album werd een ook woordenlijst opgenomen, evenals een verduidelijking over spelling en uitspraak.

## Luxe-editie
Er werd eveneens een luxe-editie uitgegeven, met een oplage van 2.500 exemplaren. Deze heeft dezelfde afbeelding op de kaft. Ook werden de exemplaren van de luxe-editie gesigneerd door vertaler Roland Desnerck, waren ze voorzien van een zegel van de stad Oostende en hadden ze enventueel een stempel van Oostende voor Anker.